# Roeser
Roeser (luxemburgisch Réiserⓘ) ist eine Gemeinde im Großherzogtum Luxemburg und gehört zum Kanton Esch an der Alzette.

## Zusammensetzung der Gemeinde
Die Gemeinde Roeser besteht aus folgenden Ortschaften:
- Berchem,
- Bivingen,
- Crauthem,
- Kockelscheuer,
- Livingen,
- Peppingen,
- Roeser.

## Geschichte
Menschliche Besiedlung im Tal von Roeser ist durch Werkzeugfunde bereits seit der Steinzeit nachgewiesen. Archäologische Funde aus Bronzezeit und Eisenzeit weisen auf eine zunehmend dichtere Besiedlung hin. Aus der Römerzeit sind Spuren von zumindest fünf großen Villen erhalten.
Der Name Roeser tauchte erstmals im 7. Jahrhundert auf.

## Politik

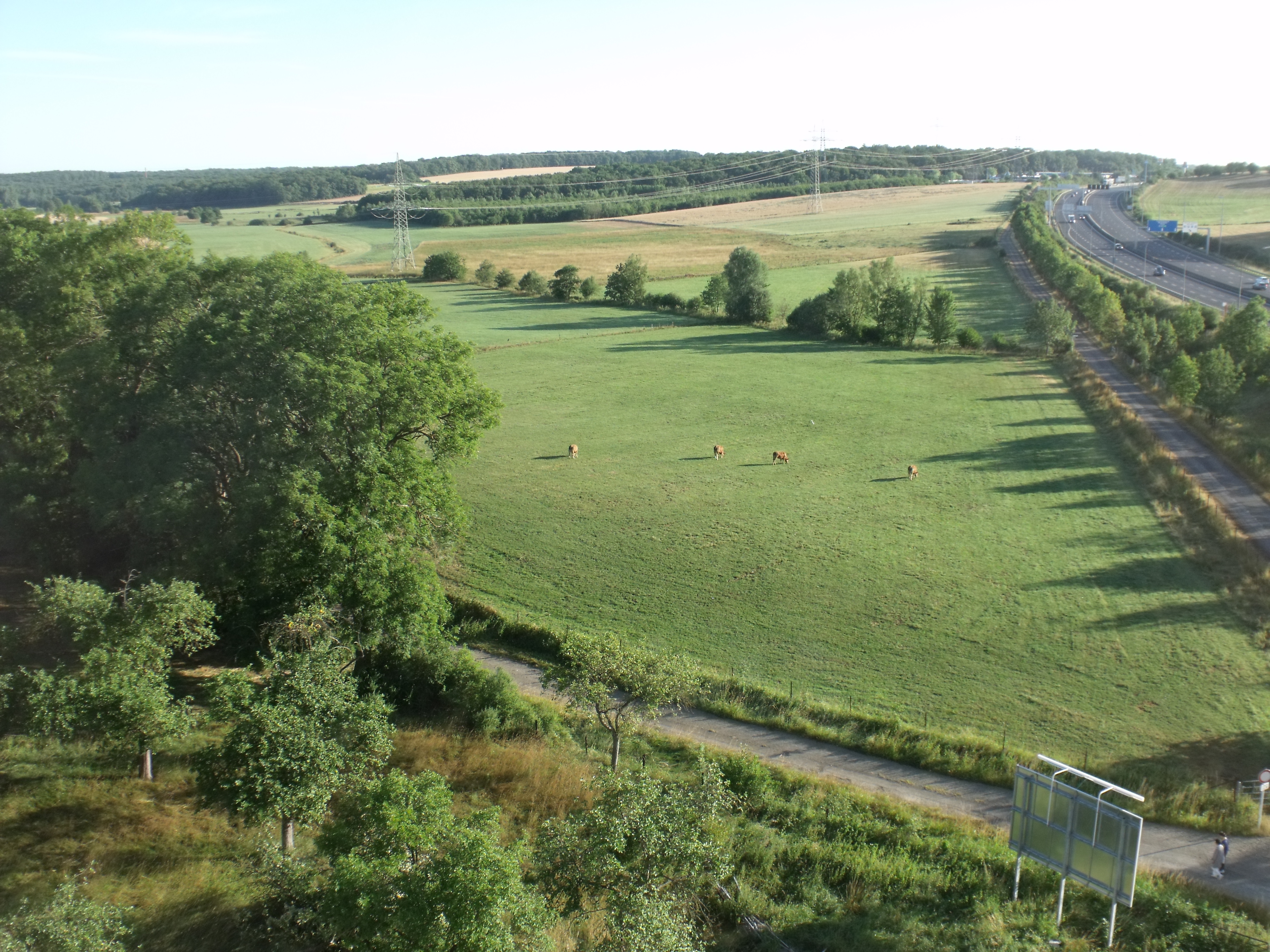
Wiesenlandschaft, Livingen

Umstritten war das Projekt eines Einkaufszentrums und nationalen Fußballstadions, das in Public-Private-Partnership auf einem Grundstück in Livange geplant war, das zuvor als unbebaubare Grünfläche ausgewiesen war. Das Projekt wurde insbesondere von der Mouvement écologique aufs schärfste abgelehnt. Im ersten Halbjahr 2012 sollten die Bürger der Gemeinde in einem Referendum zu dieser Frage ihre Stimme abgeben, welches jedoch schlussendlich nicht stattfand, nachdem die Regierung ankündigte aus budgetären Gründen auf das Projekt zu verzichten.
Die Gemeinde ist Mitglied in folgenden Kommunalverbänden: Minett-Kompost, SES, SICEC, SICONA, SIDOR, SIGI, SPIC, STEP, SYCOSAL, SYVICOL.
Die Gemeinde unterhält eine Partnerschaft mit Turi in Italien.

### Gemeinderat
Die Gemeinde Roeser wird von der sozialistischen LSAP regiert, welche im Gemeinderat durch eine absolute Mehrheit vertreten ist.
Bei den Kommunalwahlen im Juni 2023 kandidierten vier Parteilisten, wovon alle den Einzug in den Gemeinderat schafften.
| Partei                                             | Sitze: | Stimmenanteil | Stimmenanteil |
| -------------------------------------------------- | ------ | ------------- | --- |
| Lëtzebeurger Sozialistesch Aarbechterpartei (LSAP) | 7      | 50,21 %       | Gemeinderatswahl Roeser 2023 %6050403020100 50,21 % (+3,94 %p)22,96 % (−1,96 %p)14,84 % (+1,38 %p)11,99 % (−3,35 %p) LSAPCSVDPGréng20182023 |
| Chrëschtlech-Sozial Vollekspartei (CSV)            | 3      | 22,96 %       | Gemeinderatswahl Roeser 2023 %6050403020100 50,21 % (+3,94 %p)22,96 % (−1,96 %p)14,84 % (+1,38 %p)11,99 % (−3,35 %p) LSAPCSVDPGréng20182023 |
| Demokratesch Partei (DP)                           | 2      | 14,84 %       | Gemeinderatswahl Roeser 2023 %6050403020100 50,21 % (+3,94 %p)22,96 % (−1,96 %p)14,84 % (+1,38 %p)11,99 % (−3,35 %p) LSAPCSVDPGréng20182023 |
| Déi Gréng                                          | 1      | 11,99 %       | Gemeinderatswahl Roeser 2023 %6050403020100 50,21 % (+3,94 %p)22,96 % (−1,96 %p)14,84 % (+1,38 %p)11,99 % (−3,35 %p) LSAPCSVDPGréng20182023 |

## Sehenswürdigkeiten

### Peppinger Bauernmuseum

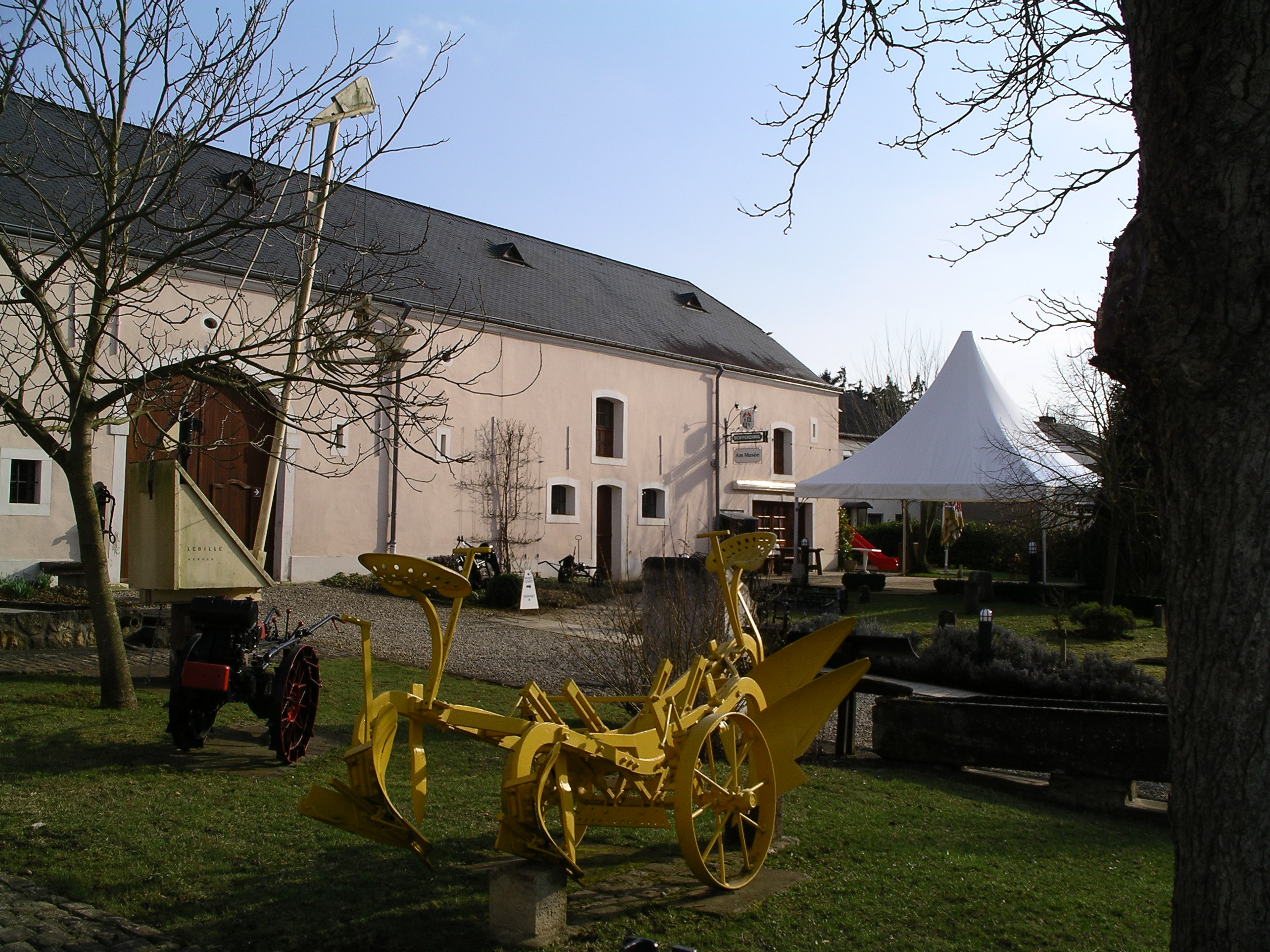
Bauernmuseum in Peppingen

Um das Jahr 2000 herum wurde im Genoeserbësch des Peppinger Banns eine große Schlackenhalde aus dem 7. oder 8. Jahrhundert gefunden, die sich als Basis eines Rennofens herausstellte. Die Eisenschmelzanlage wurde nach alten Vorbildern rekonstruiert und in der Waldschmiede des Peppinger Bauernmuseums nachgebaut, die von Mitarbeitern der Universität Münster vollständig ausgegraben worden war. Laut Geschichtsprofessor Norbert Quintus, Kurator des Museums, wurde die Schlacke in ihrer Zusammensetzung analysiert; das Musée de l’histoire du fer fand heraus, dass die damaligen Eisenproduzenten sowohl Minette als auch Reicherz benutzt hatten, das vermutlich aus der Gegend um Düdelingen oder Rümelingen stammte. Da im damals benutzten Rennofen nur Temperaturen von ca. 1100 Grad erzielt wurden, wurde das Eisen als Luppe gewonnen; diese musste nach dem Aufstechen des Ofens in einem sogenannten „Frischofen“ nochmals erhitzt und dann auf einem steinernen Amboss mit dem Hammer bearbeitet werden. Das dabei gewonnene Eisen konnte sodann zu Geräten oder Waffen verarbeitet werden. Ein solcher Versuch mit dem nachgebauten Rennofen wurde erfolgreich von den Geschichtsfreunden aus dem Roeserbann und der Bruderschaft der Hephaistos (Luxemburger Kunstschmiedevereinigung) unternommen.

### Weitere Kulturgüter
- Benediktinerinnenkloster Peppingen